# Comunità montana Amiternina
La Comunità montana Amiternina (zona A) era una comunità montana istituita con la Legge regionale 6 luglio 1976, n. 35 della Regione Abruzzo, che ne ha anche approvato lo statuto.

## Descrizione
Accorpata alla Comunità montana Montagna di L'Aquila dopo una riduzione delle comunità montane abruzzesi che sono passate da 19 ad 11 nel 2008, è stata poi abolita insieme a tutte le altre comunità montane nel 2013.
Traeva il suo nome dall'antica città italica di Amiternum, aveva sede nel comune dell'Aquila e comprendeva i territori di tredici comuni della Conca Aquilana e dell'alta Valle dell'Aterno in provincia dell'Aquila:
- Barete
- Cagnano Amiterno
- Campotosto
- Capitignano
- Fossa
- Lucoli
- Montereale
- Ocre
- Pizzoli
- Scoppito
- Tornimparte
- Villa Sant'Angelo
- Sant'Eusanio Forconese